# شهریاری (کوهرنگ)
شهریاری مرکز دهستان بیرگان از توابع بخش دوآب صمصامی، شهرستان کوهرنگ در استان چهارمحال و بختیاری است.

## جمعیت
این روستا در دهستان شهریاری قرار دارد و براساس سرشماری مرکز آمار ایران در سال ۱۳۸۵، جمعیت آن ۱۸۹ نفر (۴۷خانوار) بوده‌است.